# Ростовський юридичний інститут МВС РФ
Ростовський юридичний інститут МВС РФ - вищий навчальний заклад, розташоване в місті Ростов-на-Дону, освітня установа МВС Росії.

## Історія
Історія Ростовського інституту МВС РФ почалася в 1961 році зі створення в Ростові-на-Дону Ростовського відділення факультету заочного навчання Вищої школи МВС УРСР за наказом міністра внутрішніх справ РРФСР генерал-лейтенант а Н. П. Стаханова від 11 травня № 226. Відділення розміщувалося на вулиці Червоноармійська.
З 1962 по 1966 рік відділення було перейменовано слідом за відомством в Ростовське відділення факультету заочного навчання Вищої школи МООП РРФСР (Міністерства охорони громадського порядку РРФСР). Після скасування МООП РРФСР на користь союзно-республіканського МООП СРСР установа називалося Ростовським відділенням факультету заочного навчання Вищої школи МООП (МВС) СРСР.
З 1968 року з відновленням колишньої назви відомства освітня установа повернуло свою колишню назву - Ростовське відділення факультету заочного навчання Вищої школи МВС УРСР.
5 червня 1971 відділення було перетворене в Ростовський факультет заочного навчання Вищої школи МВС УРСР, а з 4 червня 1974 носило назву Ростовського факультету Московського філії юридичного заочного навчання при Академії МВС СРСР. 1 квітня 1988 заклад було перейменовано в Ростовський факультет Вищої юридичної заочної школи МВС СРСР.
У 1992 році на базі факультету було утворено самостійне освітня установа - Ростовська вища школа МВС Росії. А вже в 1996 році Ростовська вища школа МВС Росії випустила своїх перших випускників.
За результатами роботи комісії Державної інспекції з атестації навчальних закладів Росії Міністерства загальної та професійної освіти Російської Федерації восени 1997 року було рекомендовано реорганізувати установу в Ростовський юридичний інститут МВС Росії.
За розпорядженням Уряду Російської Федерації № 80-Р РВШ МВС Росії 24 січня 1998 була перейменована в Рюї МВС Росії. У липні 1998 року був утворений юридичний факультет.